# Công nghiệp dược phẩm
Công nghiệp dược phẩm là việc phát triển, sản xuất, tiếp thị các loại thuốc hoặc loại sản phẩm được cấp phép để sử dụng như thuốc. Công ty dược phẩm được phép kinh doanh thuốc Generic hoặc thuốc Brand name và các thiết bị y tế. Họ phải tuân thủ hàng loạt các luật và quy định liên quan đến việc cấp bằng sáng chế, kiểm tra để bảo đảm an toàn và hiệu quả, và tiếp thị dược phẩm.

## Lịch sử
Các nhà thuốc ban đầu xuất hiện vào thời Trung cổ. Nhà thuốc đầu tiên được biết đến được mở ở Baghdad vào năm 754. Có nhiều nhà thuốc hơn được mở vào thời trung cổ ở thế giới hồi giáo. Và nhà thuốc cũng bắt đầu xuất hiện ở châu Âu vào trung cổ. Đến thế kỷ 19, Nhiều nhà thuốc được mở ở châu Âu và Bắc Mỹ dần dần phát triển thành những công ty sản xuất dược phẩm.
Phần lớn các công ty dược phẩm ngày nay được thành lập vào cuối thế kỉ 19 và đầu thế kỉ 20. Những khám phá quan trọng vào những năm 1920 và 1930, như là insulin, penicillin được sản xuất hàng loạt và phân phối rộng rãi. Thụy Sĩ, Đức và Italia có những phát triển mạnh mẽ. Anh, Mỹ, Bỉ, Hà Lan cũng có sự phát triển phù hợp.
Các đạo luật được ban hành để kiểm tra, xét duyệt thuốc và những yêu cầu về ghi nhãn phù hợp. Thuốc kê đơn và không kê đơn đã tách biệt về mặt pháp lý. Ngành công dược phẩm được phát triển quy mô từ những năm 1950. Nhờ sự phát triển vượt bậc của các ngành khoa học khác, hiểu biết về DNA của con người, Công nghệ sản xuất tinh vi.
Rất nhiều thuốc được phát triển trong suốt những năm 1950 và sản xuất hàng loạt, đưa ra thị trường thập niên 60. Bao gồm đầu tiên là thuốc uống ngừa thai "the pill", Cortisone, điều trị huyết áp và thuốc tim mạch khác, ức chế MAO, chlorpromazine (Thorazine), haloperidol (Haldol) và các thuốc an thần. Diazepam (Valium), tìm ra vào năm 1960, đưa ra thị trường vào năm 1963 đã nhanh chóng trở thành thuốc kê đơn nhiều nhất trong lịch sử, trước khi có sự tranh cãi về lệ thuộc thuốc.
Sự phát triển của thuốc thúc đẩy bởi phương pháp thử và sai để phân loại phát minh thuốc trong cả thiết kế phòng thí nghiệm lẫn trong các nghiên cứu về sản phẩm tự nhiên. Nhu cầu về các chất dinh dưỡng bổ sung và những thuốc thay thế tương tự tạo nên những cơ hội mới và gia tăng tính cạnh tranh. Những tranh cãi nổi lên về các tác dụng có hại, nổi tiếng như Vioxx tại Hoa Kỳ, và chiến thuật tiếp thị. Các công ty dược càng ngày càng bị buộc tội về việc disease mongering hoặc khoa trương các vấn đề y tế cá nhân hoặc xã hội.

## Nghiên cứu và phát triển
Phát minh thuốc là quá trình các thuốc tiềm năng được khám phá và thiết kế. Trong quá khứ, phần lớn các thuốc được phát minh ra bằng cách cô lập thành phần có hoạt tính từ các bài thuốc cổ truyền hoặc phát hiện tình cờ. Ngày nay công nghệ sinh học hiện đại tập trung vào tìm hiểu con đường chuyển hóa liên quan đến tình trạng bệnh và tác nhân gây bệnh bằng cách sử dụng những hoạt chất sinh học hoặc sinh hóa. Hầu hết giai đoạn nghiên cứu thuốc ban đầu được thực hiện tại các trường đại học và viện nghiên cứu.
Phát triển thuốc là hoạt động được thực hiện sau khi một hợp chất được xác định là có tiềm năng để đáp ứng đủ các tiêu chuẩn thiết kế thành dược phẩm. Mục đích phát triển thuốc là xác định công thức, liều lượng phù hợp, và an toàn. Nghiên cứu trong phát triển thuốc bao gồm các nghiên cứu in vitro, các nghiên cứu in vivo, và thử nghiệm lâm sàng.
Thông thường, các tập đoàn đa quốc lớn hoạt động trên tất cả các lĩnh vực trong công nghiệp dược phẩm bao gồm phát minh, phát triển, sản xuất, kiểm nghiệm, tiếp thị, bán hàng, phân phối dược phẩm. Các công ty bé hơn thường chỉ tập trung vào một số lĩnh vực khám phá chất tiềm năng, xây dựng công thức. Một số tổ chức nghiên cứu phối hợp với các công ty dược phẩm lớn..